# Veľký kopec (Východoslovenská nížina)
Veľký kopec (263,9 m n. m.) je nejvyšší vrchol Chlmeckých pahorků v jižní části Východoslovenské nížiny.
Nachází se asi 1 km západně od města Kráľovský Chlmec. Travnatý vrchol poskytuje kruhový rozhled a samotné stráně jsou částečně pokryty lesem a částečně osázené vinnou révou. Na vrchol nevede žádná značená trasa.